# Julian Sands
Julian Richard Morley Sands (Otley, Yorkshire del Oeste 4 de enero de 1958 - Monte San Antonio, Montañas de San Gabriel, cerca de Los Ángeles, California, 13 de enero de 2023), conocido como Julian Sands, fue un actor inglés, conocido por sus interpretaciones en las películas The Killing Fields, Warlock, Una habitación con vistas, Aracnofobia, Romasanta, Vatel y la serie de televisión 24

## Biografía
Fue uno de cinco hermanos, estudió en Lord Wandsworth College en Nuevo Hampshire, donde su hermano Quentin Sands también estudió y enseñó drama durante los años 2002 - 2004. A continuación, pasó a la Compañía de Teatro y Foro de la Escuela Central de Discurso y Drama en Londres, donde conoció a su primera esposa, la reportera Sarah Harvey. Se casó en 1985, tuvo un hijo llamado Henry, (nacido en el mismo año), se divorció en 1987 y en 1990 se casó con la escritora Evgenia Citkowitz y tuvo dos hijas en su segundo matrimonio con quien vivió en Los Ángeles hasta su desaparición

## Carrera

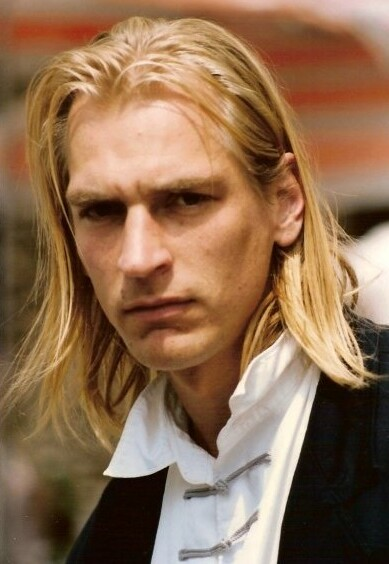
Julian Sands en 1990

Inició su carrera en el cine apareciendo en papeles secundarios, incluyendo partes en las películas Blues Oxford y The Killing Fields de 1984. Fue elegido como protagonista romántico en la película de 1985 Una habitación con vistas y el éxito del filme lo llevó a trasladarse a Hollywood en 1987 y seguir una carrera en películas estadounidenses
Desde entonces ha aparecido en una variedad de películas tanto de bajo nivel como de gran presupuesto, incluyendo el papel protagonista en la película de terror Warlock (1989) y la secuela de 1993 Warlock: Armageddon, y participaciones en películas como Aracnofobia, Boxing Helena y Leaving Las Vegas
Hizo la voz en off como Valmont en la caricatura de Las aventuras de Jackie Chan en las temporadas 1 y 2, antes de ser reemplazado por los actores británicos Andrew Ableson y Greg Ellis para las siguientes temporadas. También apareció en la novena temporada de Stargate SG-1 y Stargate: The Ark of Truth. En 2006 interpretó al terrorista Vladimir Bierko en la serie de TV 24. Recientemente, interpretó el papel de Jor-El, el padre biológico de Superman, en la serie Smallville (Temporada 9). Repitió su rol en la décima y última temporada de Smallville

## Desaparición
El 13 de enero de 2023, en pleno invierno, se reportó su desaparición durante una excursión al monte San Antonio en las montañas de San Gabriel, cerca de Los Ángeles, California
El 25 de junio siguiente, se hallaron restos humanos en un paraje salvaje de California cerca de la zona de búsqueda. Dos días después, se confirmó que los restos eran de Sands 

## Filmografía

### Cine y televisión
| Año  | Título                                        | Personaje                            | Observaciones                                                         |
| ---- | --------------------------------------------- | ------------------------------------ | --------------------------------------------------------------------- |
| 1984 | Oxford Blues                                  | Colin Gilchrist Fisher               |                                                                       |
| 1984 | The Killing Fields                            | Jon Swain                            |                                                                       |
| 1985 | After Darkness (Romance en el Orient Express) | Laurence Hunningford Sandy           |                                                                       |
| 1986 | Una habitación con vistas                     | George Emerson                       |                                                                       |
| 1987 | Siesta                                        | Kit                                  |                                                                       |
| 1987 | Gothic, de Ken Russell                        | Percy Bysshe Shelley                 |                                                                       |
| 1988 | Vibes                                         | Dr. Harrison Steele                  |                                                                       |
| 1989 | Warlock                                       | Warlock                              |                                                                       |
| 1989 | Tennessee Waltz                               | Wolfgang                             |                                                                       |
| 1990 | Arachnophobia                                 | Doctor James Atherton                |                                                                       |
|      | El sol también sale de noche                  | Sergio Giuramondo                    |                                                                       |
| 1991 | El almuerzo desnudo                           | Yves Cloquet                         |                                                                       |
| 1991 | Impromptu                                     | Franz Liszt                          |                                                                       |
| 1992 | Tale of a Vampire                             | Alex                                 |                                                                       |
| 1993 | Boxing Helena                                 | Doctor Nick Cavanaugh                |                                                                       |
| 1993 | Warlock: The Armageddon                       | Warlock                              |                                                                       |
| 1994 | The Turn of the Screw                         | Mr. Cooper                           | Breve cameo                                                           |
| 1995 | Leaving Las Vegas                             | Yuri                                 |                                                                       |
| 1996 | End of Summer The Tomorrow Man                | Basil Ken                            |                                                                       |
| 1998 | Il fantasma dell'opera (película de 1998)     | El Fantasma                          |                                                                       |
| 1999 | The Loss of Sexual Innocence                  | Nic                                  |                                                                       |
| 2000 | Mercy                                         | Dr. Dominick Broussard               |                                                                       |
| 2000 | Timecode                                      | Quentin, el masajista                |                                                                       |
| 2002 | Napoléon                                      | Klemens von Metternich               |                                                                       |
| 2002 | Rose Red                                      | Nick Hardaway                        |                                                                       |
| 2003 | The Medallion                                 | Snakehead                            |                                                                       |
| 2004 | Romasanta. La caza de la bestia               | Manuel Romasanta                     |                                                                       |
| 2004 | El Anillo de Nibelungo                        | Hagen                                |                                                                       |
| 2005 | Stargate SG-1                                 | Doci                                 |                                                                       |
| 2005 | Kenneth Tynan: In Praise of Hardcore          | Sir Laurence Olivier                 |                                                                       |
| 2006 | Law & Order: Special Victims Unit             | Barclay Pallister                    |                                                                       |
| 2006 | Law & Order: Criminal Intent                  | Philip Reinhardt                     |                                                                       |
| 2006 | 24                                            | Vladimir Bierko                      | 11 episodios                                                          |
| 2007 | Blood Ties                                    | Javier Mendoza                       |                                                                       |
| 2007 | Ghost Whisperer                               | Ethan Clark                          |                                                                       |
| 2007 | Ocean's Thirteen                              | Greco Montgomery                     |                                                                       |
| 2008 | Lipstick Jungle                               | Héctor Matrick                       |                                                                       |
| 2008 | Stargate: The Ark of Truth                    | Doci                                 | Película lanzada directo a DVD                                        |
| 2008 | Cat City                                      | Nick Compton                         |                                                                       |
| 2009 | Blood and Bone                                | Franklin McVeigh                     |                                                                       |
| 2009 | Castle                                        | Teddy Farrow                         |                                                                       |
| 2009 | Smallville                                    | Jor-El                               |                                                                       |
| 2009 | Assisting Venus                               | Dominic                              |                                                                       |
| 2009 | Robin Hood: Beyond Sherwood                   | Malcolm                              | Película para televisión                                              |
| 2009 | Quantum Heist                                 | Turner                               |                                                                       |
| 2009 | Lady Killer                                   | William                              |                                                                       |
| 2010 | Golf in the Kingdom                           | Peter McNaughton                     |                                                                       |
| 2014 | Crossbones                                    | William Jagger                       |                                                                       |
| 2016 | El elegido                                    | Kotov                                |                                                                       |
| 2017 | Crooked House                                 | Philip Leonides                      |                                                                       |
| 2018 | Charles + Alex                                | Alexander Christopher "Alex" Ronason |                                                                       |
| 2023 | Body Odyssey                                  | Kurt                                 | Dirigida por Grazia Tricarico                                         |
| 2024 | The Last Breath                               | Levi                                 | Estrenada después de su fallecimiento. (Último papel que interpretó). |

|  |  |  |  |
|  |  |  |  |
|  |  |  |  |